# Turó d'Armadans
El Turó d'Armadans és una muntanya de 1.152 metres que es troba al municipi de Susqueda, a la comarca de la Selva.
Al cim podem trobar-hi un vèrtex geodèsic (referència 297094001).